# Homero Castillo
Homero Castillo (* 7. Dezember 1918 in Valparaíso; † 7. Januar 1980 in Davis) war ein US-amerikanischer Romanist und Hispanist chilenischer Herkunft.

## Leben
Castillo schloss 1944 ein geisteswissenschaftliches Studium in Valparaíso ab und ging in die Vereinigten Staaten. Er lehrte Spanisch an der St. Louis University und an der Northwestern University.  1953 promovierte er an der University of Chicago mit der Arbeit Mariano Latorre, cuentista y novelista de Chile. Er war von 1964 bis 1966 Professor für Romanische Sprachen an der University of Iowa und von 1966 bis zu seinem Tod Professor für Spanisch an der University of California, Davis.

## Werke
- (Hrsg.) Relatos humorísticos, New York 1956
- (mit Raúl Silva Castro) Historia bibliografica de la novela Chilena, Charlottesville, Va./Mexiko 1961
- El criollismo en la novelística chilena. Huellas, modalidades y perfiles, Mexiko 1962
- La literatura chilena en los Estados Unidos de América, Santiago de Chile 1963 (Bibliographie)
- (Hrsg.) Poetas modernistas hispanoamericanos. Antología, Waltham, Mass. 1966
- (Hrsg.) Estudios críticos sobre el modernismo, Madrid 1968, 1974